# Бродський Микола Леонтійович
Бродський Микола Леонтійович (27 листопада 1881 — 5 червня 1951) — російський вчений-літературознавець. Дійсний член АПН РРФСР з 1943.
Народився в місті Ярославль. Закінчив Московський університет (1904). Викладав літературу в Катеринославі (тепер Дніпропетровськ, 1904 — 07) та Москві. Дослідник творчості Пушкіна, Лермонтова, Тургенєва, Бєлінського; автор багатьох посібників з російської літератури для середньої школи, статей з історії театру, методики викладання літератури.